# 馬尼拉南部公墓
14°33′56″N 121°1′9″E / 14.56556°N 121.01917°E
馬尼拉南部公墓（英語：Manila South Cemetery）為菲律賓馬尼拉都會區境內的一座公墓。此公墓為马尼拉聖安禮布基區在马卡蒂市的飛地。
公墓所在的土地曾為阿亞拉-羅哈斯-佐貝爾（Ayala-Roxas-Zobel）家族所有，屬於聖佩德羅·德馬卡蒂莊園（Hacienda San Pedro de Makati）的一部分。當時該土地隸屬於黎剎省。
馬尼拉南部公墓為根據1920年通過的第726號決議以及1925年的訴訟案（佐貝爾訴馬尼拉市案）合法取得。
此公墓佔地面積25公頃，容納墓穴52,234名。截至2007年6月30日已有266,170名逝世者安葬於此。
此公墓於2015年諸聖節時有32,000名民眾參訪。

## 安葬於此的知名人士
- 拉莫·巴蓋特辛（英语：Ramon Bagatsing）：第十七任馬尼拉市市長、米蘭達購物中心爆炸事故（英语：Plaza Miranda bombing）倖存者
- 利昂·古尼托（英语：Leon Guinto）：, 前馬尼拉市市長、奎松省省長
- 奧古斯都·S·弗朗西斯科（Augusto S. Francisco）：前马尼拉國會議員
- 荷西·阿巴德·桑托斯（英语：José Abad Santos）：菲律賓大理院第五任首席大法官
- 埃爾皮迪奧·基里諾：前菲律賓總統（2016年2月29日改葬在英雄公墓（英语：Heroes' Cemetery））[6]
- 埃斯皮爾迪奧娜·滂尼發秀（英语：Espiridiona Bonifacio）：民族主義者、革命家
- 科妮莉亞·李（Cornelia "Angge" Lee）：協調人、女演員
- 盧克雷西亞·羅塞斯·卡西拉格（英语：Lucrecia Roces Kasilag）：菲律賓作曲家、音樂教育家、國樂藝術家
- 洛佩·K·桑托斯（英语：Lope K. Santos）：小說家